# Bitwa pod Dawgieliszkami
Bitwa pod Dawgieliszkami – walki polskiego Białostockiego pułku strzelców z sowieckimi 57 i 58 pułkiem strzelców z 3 Korpusu Kawalerii Gaja w okresie lipcowej ofensywy Frontu Zachodniego Michaiła Tuchaczewskiego w czasie wojny polsko-bolszewickiej.

## Geneza
W pierwszej dekadzie lipca przełamany został front polski nad Autą, a wojska Frontu Północno-Wschodniego gen. Stanisława Szeptyckiego cofały się pod naporem ofensywy Michaiła Tuchaczewskiego. Naczelne Dowództwo nakazało powstrzymanie wojsk sowieckiego Frontu Zachodniego na linii dawnych okopów niemieckich z okresu I wojny światowej. Ściągnięta z polsko-litewskiej linii demarkacyjnej 2 Dywizja Litewsko-Białoruska obsadzała rubież obrony Skajstoszyle – Korkożyszki – Dubinka. Oddziały IV Brygady Litewsko-Białoruskiej oraz 8 Dywizja Piechoty obsadziły linię Dzisny.

## Walczące wojska
| Jednostka                      | Dowódca               | Podporządkowanie   |
| Wojsko Polskie                 |                       |                    |
| 2 Dywizja Litewsko-Białoruska  | –                     | Front Północny     |
| IV Brygada Litewsko-Bialoruska | ppłk Stefan Pasławski | –                  |
| ⇒ Białostocki pułk strzelców   | –                     | 2 D L-B            |
| → I/ Białostockiego ps         | kpt. Lewicki          | –                  |
| Armia Czerwona                 |                       |                    |
| 10 Dywizja Kawalerii           | –                     | 3 Korpus Kawalerii |
| ⇒ 57 pułk kawalerii            | –                     | –                  |
| ⇒ 58 pułk kawalerii            | –                     | –                  |

## Walki pod Dawgieliszkami
W trakcie przygotowań do obrony Wilna I batalion Białostockiego pułku strzelców zajął stanowiska na wzgórzach na wschód od Dawgieliszek. Przy batalionie znajdował się dowódca pułku, ppłk Izydor Modelski. 8 lipca pod stanowiska polskie podszedł sowiecki 57 pułk kawalerii z 3 Korpusu Kawalerii Gaja Gaja. Kilkakrotne szarże Kozaków załamały się w ogniu obrony dwóch polskich kompanii broniących się na wzgórzach na wschód od Dawgieliszek. Kolejny raz nieprzyjaciel zaatakował polskie kompanie trzema szwadronami, ostrzeliwując je jednocześnie ogniem artylerii. Po niepowodzeniach 57 pułk kawalerii zaprzestał ataków i cofnął się do Michałowa, gdzie oczekiwał wsparcia. Kapitan Lewicki, chcąc nawiązać łączność w prawo z pułkownikiem Hauserem, nie ścigał nieprzyjaciela, lecz pozostał na zajętych pozycjach.
Wieczorem na polu walki zjawił się sowiecki 58 pułk kawalerii. Obszedł on polskie stanowiska i zaatakował batalion od strony folwarku Nowe Dawgieliszki. Równocześnie od czoła uderzył spieszony 57 pułk kawalerii. Dwugodzinna walka nie dała rozstrzygnięcia. Rano 9 lipca batalion polski wycofał się na stację Ignalino, z uwagi na niepomyślny rozwój wydarzeń na innych odcinkach frontu wokół Wilna.

## Bilans walk
Pierwsze walki oddziałów 2 Dywizji Litewsko-Białoruskiej z jazdą 3 Korpusu Kawalerii Gaja Gaja przyniosły serię porażek pojedynczych batalionów. Rażąca dysproporcja sił i brak łączności między słabymi polskimi zgrupowaniami przesądzały o wyniku starć. Mimo to niedoświadczony, niedostatecznie wyszkolony żołnierz, ze szczupłymi zapasami amunicji, walczył dobrze, potrafił stawić zacięty opór i opóźnić marsz 3 KK na Wilno.